# Waltheria communis
Waltheria communis är en malvaväxtart som beskrevs av A. St.-hil.. Waltheria communis ingår i släktet Waltheria och familjen malvaväxter. Inga underarter finns listade i Catalogue of Life.

## Bildgalleri

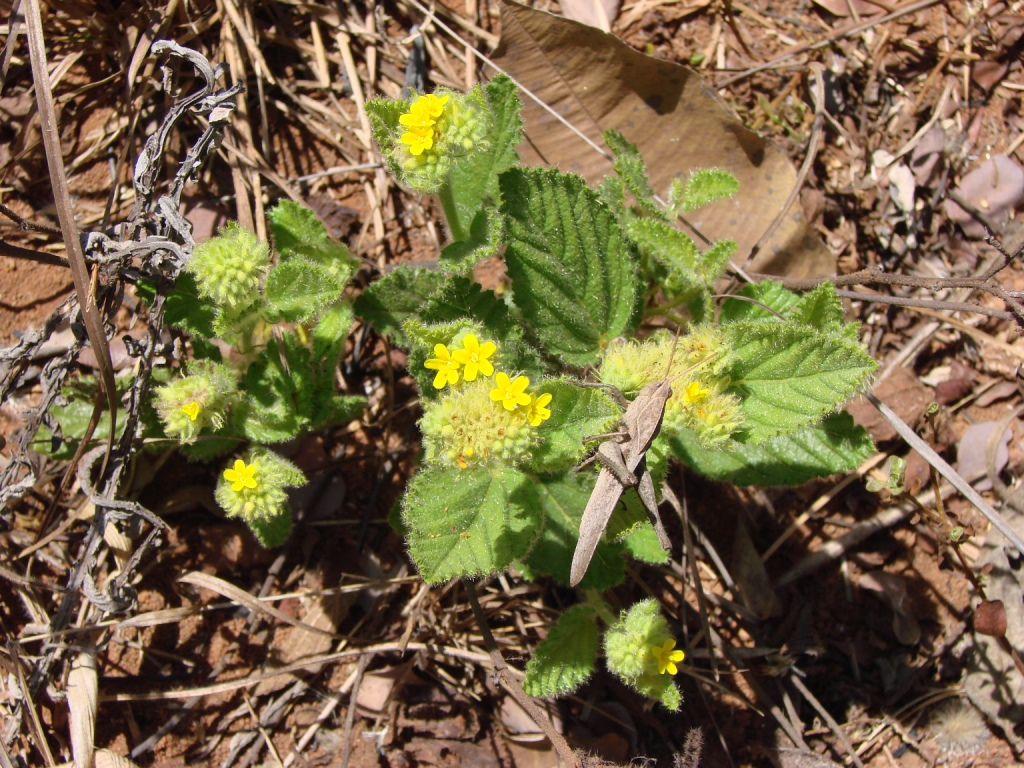
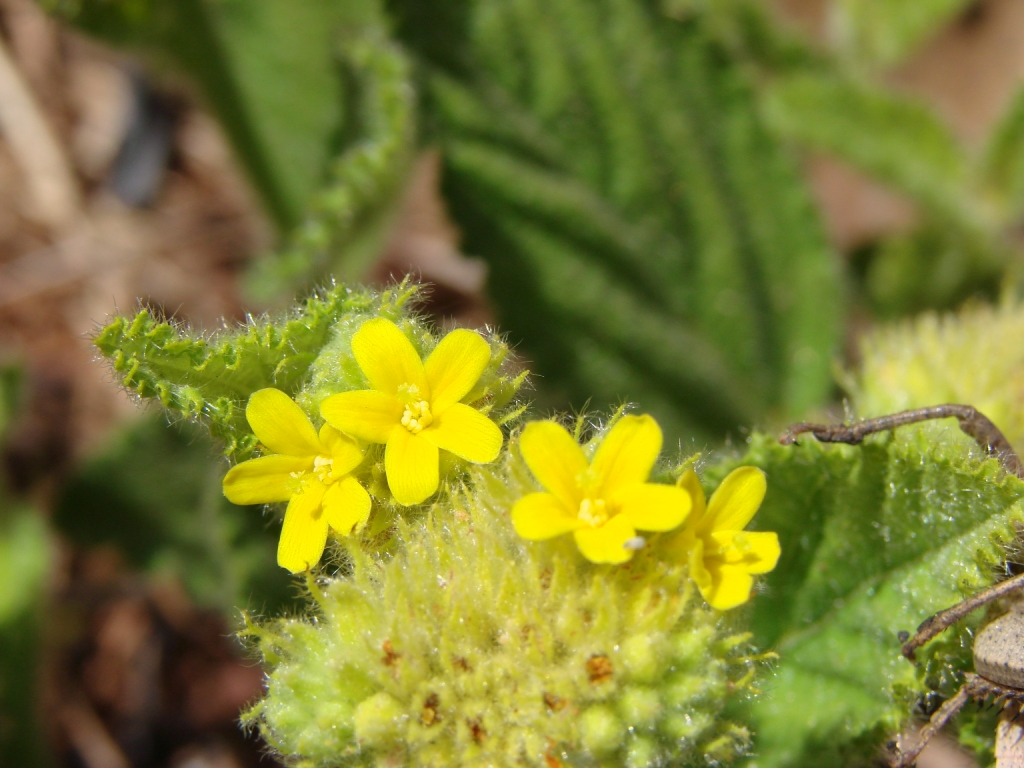